# Alexander Czwalina
Alexander Czwalina (* 24. März 1830 in Posen; † 24. November 1893 ebenda) war ein deutscher Richter und Parlamentarier.

## Leben
Alexander Cwalina war ein Sohn des Gymnasiallehrers am Posener Mariengymnasium, Paul Gottlieb Czwalina (1787–1852), und der Theodora Nanette Czwalina (um 1800–1890), geb. Meyer, der Tochter des promovierten königlich-preußischen Hofrats Meyer und dessen Ehefrau, Salome Johanna Meyer geb. Gad († 1834). Sein Schwager war der Gymnasiallehrer und Historiker August Gladisch (1804–1879), der 1839 seine Schwester Cäcilie Franziska Luise Czwalina (um 1820–1909) geehelicht hatte.
Alexander Czwalina studierte Rechtswissenschaften an der Rheinischen Friedrich-Wilhelms-Universität Bonn. 1850 wurde er Mitglied des Corps Palatia Bonn. Nach Abschluss des Studiums schlug er die Richterlaufbahn ein und wurde Landgerichtsrat am Landgericht Posen.
1863 heiratete er in der evangelischen Kreuzkirche zu Posen die damals 19-jährige Karla Haase, Tochter von Kaspar Haase und Minna, geb. Kursch. Sie hatten zwei Söhne, Richard, Richard geb. am 9. Juni 1873, der Oberlehrer an der staatlichen Ingenieurschule für Maschinenwesen in Köln wurde, die Grade Dipl.-Ing. und Dr.-Ing. erwarb und im Ersten Weltkrieg als Reserveoffizier (1916 Oberleutnant) auf dem Balkan fiel. Der jüngere Sohn Arthur (1884–1964) promovierte 1918 in Mathematik, wurde Gymnasiallehrer in Allenstein, Gumbinnen und Niesky und war ein bekannter Mathematikhistoriker und Übersetzer wissenschaftlicher Texte aus dem Altgriechischen.
Von 1886 bis 1893 saß Czwalina für den Wahlkreis Posen 2 (Posen, Obornik bzw. Posen-Ost, Posen-West, Obornik) im Preußischen Abgeordnetenhaus. Er gehörte der Fraktion der Deutschen Fortschrittspartei an. 1889 war er Schriftführer des Parlaments.